# Distaplia dubia
Distaplia dubia is een zakpijpensoort uit de familie van de Holozoidae. De wetenschappelijke naam van de soort is voor het eerst geldig gepubliceerd in 1927 door Oka.